# Cappellaccio

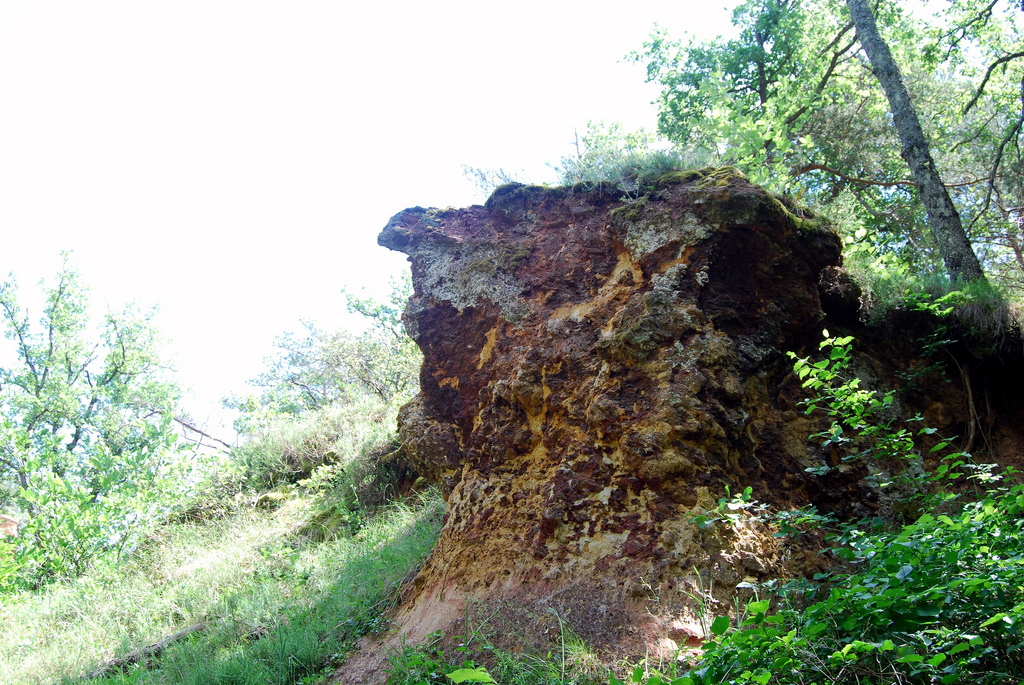
Cappellaccio ferruginoso ocraceo

In geologia mineraria e applicata, si definisce gergalmente cappellaccio quella porzione di roccia affiorante in superficie, caratterizzato da profonde alterazioni, infiltrazioni o discontinuità rispetto alla roccia compatta sostanzialmente inalterata, sottostante.

## Denominazioni
Le denominazioni di questa tipologia di roccia derivano dal gergo minerario, sono diverse per aree linguistiche e province geologiche, ma sostanzialmente spesso riferentesi al fatto che il cappellaccio ricopre la roccia sottostante come un cappello. In Inghilterra è chiamato gossan dallo slang dei minatori della Cornovaglia. Negli Stati Uniti è abitualmente chiamato "iron cap" o "iron hat" ovvero cappello di ferro, identico significato del tedesco eisenhut, e del francese chapeau de fer (cappello di ferro). In Italia, oltre che col termine cappellaccio, quello formatosi nei giacimenti ferrosi, viene anche chiamato cappello di ferro o semplicemente "cappello" oppure brucione per la tipica colorazione rossastra degli ossidi, mentre quello presente nelle cave è indicato come cielo o crosta.

## Utilizzo

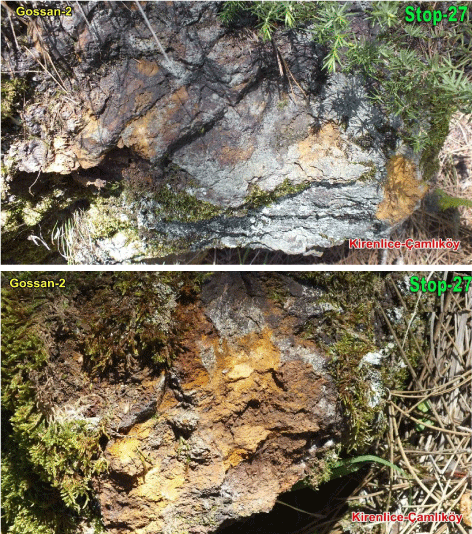
Cappellaccio formatosi in roccia metamorfica, con evidente limonitizzazione ed ematizzazione dei minerali ferrosi

La presenza di questi cappellacci può fornire un'indicazione diretta della presenza di giacimenti sepolti, in quanto possono coprire filoni mineralizzati o altri ammassi di minerali utili e in tale funzione di guida alla prospezione mineraria di aree inesplorate, furono utilizzati dai geologi minerari nei secoli XIX e XX.

### Ambito minerario
Il termine viene utilizzato soprattutto in ambito minerario, per indicare quella roccia intensamente ossidata, con forte degradazione meteorica o decomposta, che normalmente costituisce la parte superiore ed esposta all'atmosfera di un giacimento minerario o di un filone mineralizzato. Nelle situazioni di maggior alterazione il cappellaccio risulta costituito da una massa rocciosa, spesso ocracea, caratterizzata dalla presenza di ossidi e idrossidi secondari di ferro (principalmente limonite, goethite, jarosite e quarzo, spesso pseudomorfi, come riempimento totale o parziale di cavità risultanti dal dissolvimento o trasformazione dei primari cristalli dei minerali originari metallici, quasi sempre solfuri, di cui mantengono la forma geometrica, in caso di riempimento parziale di questi vacuoli; la superficie della roccia a causa di queste dissoluzioni spesso presenta un aspetto alveolare. L'ossidazione decompone i solfuri, rendendoli solubili, mentre il ferro ossidandosi diventa insolubile e rimane in posto.
Frequentemente questi cappellacci sono visibili come macchie rossastre che risaltano rispetto al colore meno vivace del suolo, per la presenza abbondante di ossidi di ferro e possono presentarsi come elevazioni topografiche in quanto caratterizzati da un elevato contenuto di minerali maggiormente resistenti all'erosione (quarzo e ossidi) rispetto alle rocce dell'area circostante.
Per quanto la principale colorazione dei cappellacci sia caratterizzata da gradazioni cromatiche che variano da rossastre ad arancioni a giallastre, nel caso questi siano originati dall'ossidazione della parte superiore di depositi ricchi in manganese la loro colorazione è nerastra per la presenza di ossidi manganesiferi quali pyrolusite, manganite, e specialmente psilomelano. Nel caso in cui il cappellaccio si sia formato in presenza di minerali di rame, le colorazioni dominanti sono verdastre o azzurrognole.

### Ambito edilizio e applicativo

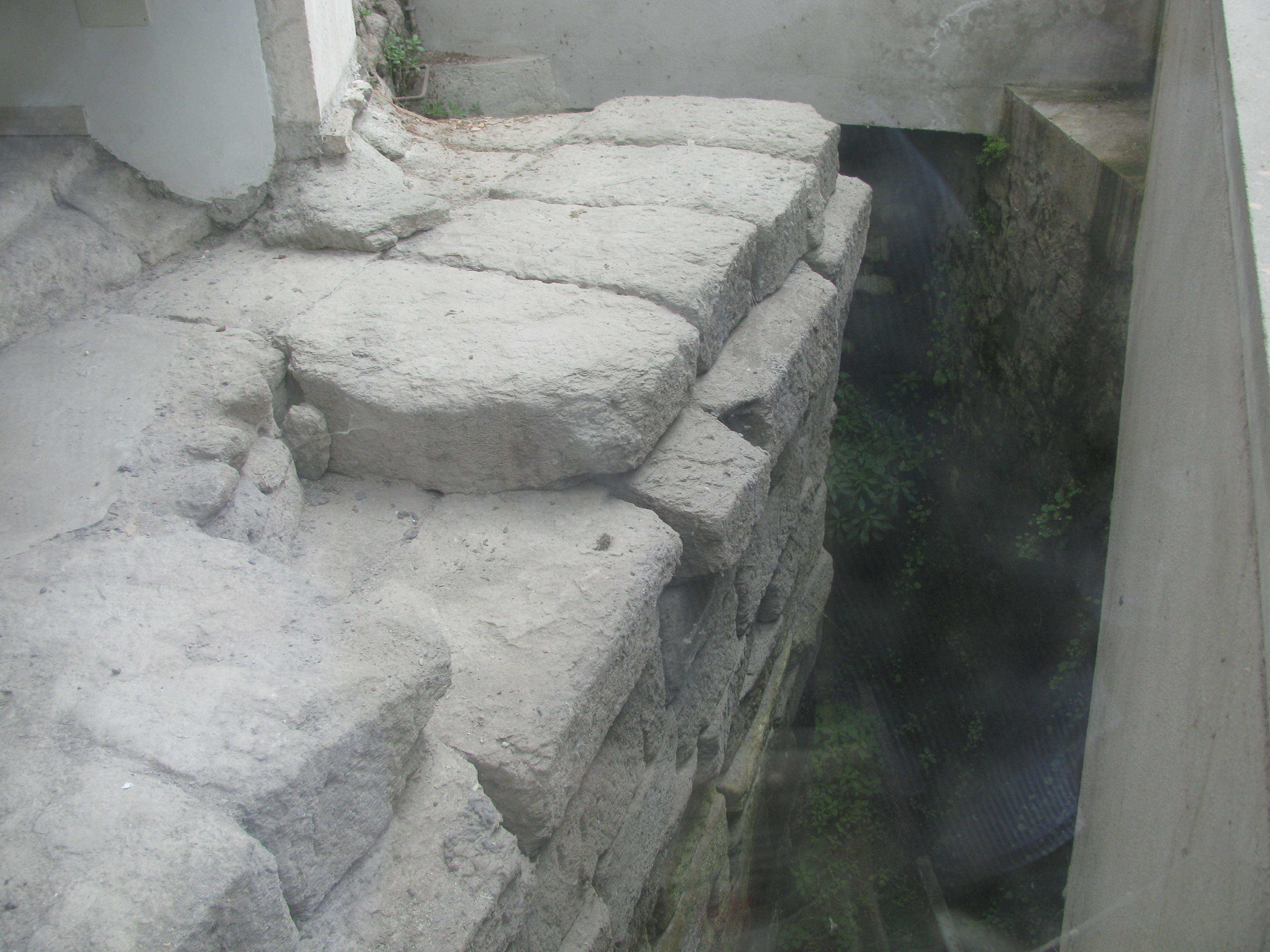
Cappellaccio, usato nel Tempio di Giove Ottimo Massimo a Roma, in via del Tempio di Giove

Il termine cappellaccio viene anche riservato per quelle porzioni di roccia, dei livelli più superficiali di una cava affioranti, e che presentano solitamente toni giallastri, con venature marrone, porosità e altre imperfezioni che solitamente ne riducono o pregiudicano il valore estetico e la compattezza, e quindi la sua commerciabilità.. Lo spessore di questo cappellaccio può variare in funzione della profondità a cui è arrivata l'alterazione, della natura dei fenomeni d'alterazione e della composizione mineralogica della roccia, Desio cita il caso di graniti della Sila in cui la decomposizione dei feldspati ha generato un cappellaccio potente fino a 35 metri, con la trasformazione del granito affiorante in sabbia argillosa incoerente.
In altri casi la sua colorazione vivace e l'alterazione che lo rende maggior disponibile a essere lavorato, soprattutto con le tecniche di lavorazione della pietra disponibili in passato, diventa motivo di pregio, come nel caso del cappellaccio del grigio tufo del Palatino nel Lazio.